# Танікадзе (1940)
«Танікадзе» (Tanikaze, яп. 谷風) — ескадрений міноносець Імперського флоту Японії, який брав участь у Другій світовій війні.
Корабель, який став п'ятнадцятим (за датою закладання) серед есмінців типу «Кагеро», спорудили у 1940 році на верфі Fujinagata в Осаці.
На момент вступу Японії до Другої світової війни «Танікадзе» належав до 17-ї дивізії ескадрених міноносців, яка в межах підготовки до нападу на Перл-Гарбор перейшла 18—22 листопада з Саєкі (острів Кюсю) до острова Еторофу (Ітуруп) у Курильському архіпелазі. Звідси кораблі дивізії вирушили у складі охорони ударного авіаносного з'єднання адмірала Нагумо, яке 7 грудня завдало удару по головній базі Тихоокеанського флоту США. На зворотному шляху 16 грудня 2 авіаносці та 2 важкі крейсери під охороною «Танікадзе» та ще одного есмінця відокремились та попрямували для підтримки операції проти острова Вейк, який лежить на крайньому північному сході Мікронезії. Перша спроба атаки на цей пункт, здійснена силами Четвертого флоту, неочікувано завершилась провалом та загибеллю двох есмінців. Тепер японці спрямували проти Вейку значно більше угруповання, яке атакувало 23 грудня 1941-го та примусило гарнізон до капітуляції. 29 грудня загін «Танікадзе» прибув до Куре.
8—14 січня 1942-го «Танікадзе» та ще 8 есмінців і легкий крейсер здійснили перехід разом зі з'єднанням із 4 авіаносців до атола Трук у центральній частині Каролінських островів (ще до війни тут створили потужну базу японського ВМФ, з якої до лютого 1944-го провадили операції в низці ряді архіпелагів). Метою походу була підтримка вторгнення до архіпелагу Бісмарка, в межах якої 17 січня з'єднання полишило Трук та попрямувало на південь, завдавши 20 січня авіаудару по Рабаулу на острові Нова Британія (після швидкого захоплення японським десантом тут створять головну передову базу, з якої наступні два роки провадитимуться операції на Соломонових островах та сході Нової Гвінеї). 27 січня «Танікадзе» повернувся на Трук.
1 лютого 1942-го «Танікадзе» вийшов у складі охорони трьох авіаносців (один напередодні відбув у Японію по нові літаки), які без успіху спробували наздогнати американську авіаносну групу, що того дня завдала удару по Маршаллових островах, а потім попрямували на Палау (важлива база на заході Каролінських островів).
15 лютого 1942-го «Танікадзе», ще 7 есмінців та легкий крейсер вийшли з Палау для супроводу ударного з'єднання (3 авіаносці, 2 важкі крейсери), що 19 лютого завдало удару по австралійському Порт-Дарвін. 21 лютого загін прибув до затоки Старінг-Бей (північно-східний півострів острова Целебес).
25 лютого 1942-го «Танікадзе» разом з 11 іншими есмінцями та легким крейсером вирушили зі Старінг-Бей у складі охорони з'єднання, яке включало 4 авіаносці, 4 лінкори та 5 важких крейсерів. Завданням цих сил була підтримка вторгнення на Яву та перехоплення ворожих кораблів, що спробують полишити острів. 7 березня «Танікадзе» разом зі ще 3 есмінцями прикривали 2 лінкори, які провели бомбардування острова Різдва (за три сотні кілометрів на південь від Яви). 11 березня «Танікадзе» повернувся до Старінг-Бей.
27 березня 1942-го «Танікадзе», ще 10 есмінців та легкий крейсер попрямували зі Старінг-Бей для охорони ударного з'єднання, що вийшло у великий рейд до Індійського океану та включало 5 авіаносців, 4 лінкори та 2 важкі крейсери. 9 квітня японські авіаносці провели останній великий бій цієї операції і невдовзі з'єднання попрямувало до Японії для відновлювального ремонту низки основних кораблів. 27 квітня «Танікадзе» досягнув Куре, де став на нетривалий доковий ремонт.
27 травня 1942-го «Танікадзе» та ще 10 есмінців і легкий крейсер вийшли в море в межах мідвейської операції, виконуючи завдання з ескортування ударного авіаносного з'єднання — «Кідо Бутай». 4 червня «Кідо Бутай» зазнало нищівної поразки у битві при Мідвеї, після чого інші кораблі повернулись до Куре.
7 серпня 1942-го союзники висадились на сході Соломонових островів, що започаткувало шестимісячну битву за Гуадалканал та змусило японське командування перекидати сюди підкріплення. Як наслідок, вже 8 серпня «Танікадзе» та інші есмінці його дивізії вийшли з Куре та попрямували до Океанії, при цьому «Танікадзе» та ще 2 есмінці 14 серпня прибули на атол Трук у центральній частині Каролінських островів (тут ще до війни створили потужну базу японського ВМФ, з якої до лютого 1944-го провадились операції в низці архіпелагів). 16 серпня «Танікадзе» та 5 інших есмінців вийшли з Труку для доставки підкріплень на Гуадалканал. 19 серпня японських піхотинців висадили на острові, а за дві доби майже всі загинули в бою біля річки Тенару. Що стосується «Танікадзе», то він 20 серпня прибув до Рабаула.
24 серпня 1942-го «Танікадзе» та ще 2 есмінці і 2 легкі крейсери вийшли з Рабаула для прикриття десанту у затоку Мілн-Бей на південно-східному завершенні Нової Гвінеї. Висадка відбулась 26 серпня, після чого кораблі повернулись до Рабаула. Тим часом у Мілн-Бей японці неочікувано зустрілись на суходолі із сильним спротивом, і 28—29 серпня «Танікадзе» та ще щонайменше один есмінець виходили для прикриття загону із 2 легких крейсерів та 3 есмінців, що доставляли підкріплення.
31 серпня 1942-го «Танікадзе» перейшов до якірної стоянки Шортленд (прикрита групою невеликих островів Шортленд акваторія біля південного завершення острова Бугенвіль, де зазвичай відстоювались бойові кораблі та перевалювались вантажі для відправлення їх далі на схід Соломонових островів). 1—2 вересня «Танікадзе» та ще 3 есмінці й мінний загороджувач під прикриттям трьох інших есмінців здійснили транспортний рейс до Гуадалканалу (доставка підкріплень та припасів до району активних бойових дій на швидкохідних есмінцях стала для японців поширеною практикою в кампанії на Соломонових островах). 4—6 вересня «Танікадзе» разом із двома іншими есмінцями ескортував конвой з Шортленда до Рабаула.
9 вересня 1942-го «Танікадзе» та 5 інших есмінців і легкий крейсер вийшли з Труку для супроводу сил адміралів Нагумо та Абе, які налічували 2 авіаносці, 1 легкий авіаносець та 4 важкі крейсери (згодом до охорони цього угруповання приєдналось ще 2 есмінці). Разом з іншим з'єднанням адмірала Кондо із 2 лінкорів та 5 важких крейсерів ці сили повинні були патрулювати північніше від Соломонових островів в межах підтримки операцій на Гуадалканалі. Втім, цього разу до якогось зіткнення з супротивником не дійшло і 23 вересня японські кораблі повернулись на Трук.
11 жовтня 1942-го з Труку вийшло кілька з'єднань японського флоту, які розпочали патрулювання північніше від Соломонових островів у межах підтримки операцій на Гуадалканалі (обстріл аеродорому Гендерсон-Філд, проведення 1-го штурмового конвою до Тассафаронга). «Хамакадзе» та ще 6 есмінців і легкий крейсер охороняли при цьому загін адмірала Абе, який мав 2 лінкори та 3 важкі крейсери. В останній декаді жовтня відбулась битва біля островів Санта-Круз, під час якої все вирішила дуель авіаносців, а надводні сили так і не вступили у бій. Після цього «Танікадзе» разом зі ще одним есмінцем розпочав ескортування пошкодженого авіацією важкого крейсера «Тікума», який прибув на Трук 29 жовтня (основна частина загону Абе повернулась сюди 30 жовтня).
2—7 листопада 1942-го «Танікадзе» та ще 2 есмінці супроводили легкий авіаносець «Дзуйхо» та важкий крейсер «Кумано» з Труку до Японії, після чого «Танікадзе» пройшов короткочасний ремонт. З 22 листопада 1942-го «Танікадзе» знову ескортував «Кумано», який пройшов до Маніли, де прийняв на борт підкріплення, а потім рушив до Океанії та 4 грудня прибув до Рабаула. Після розвантаження крейсер рушив до Кавієнгу (друга за значенням японська база в архіпелазі Бісмарка, розташована на північному завершенні острова Нова Ірландія на кількасот кілометрів далі від зони ворожих аеродромів аніж Рабаул), а Танкадзі 5 грудня пройшов на Шортленд. 7 та 11 грудня есмінець виходив у транспортні рейси до Гуадалканала, причому перший довелось перервати через атаку торпедних катерів.
16 та 21 грудня 1942-го «Танікадзе» здійснив два транспортні рейси до Мунда на острові Нью-Джорджія в центральній частині Соломонових островів, оскільки через несприятливий розвиток подій на Гуадалканалі японці з листопада узялись за облаштування тут нової бази (можливо відзначити, що в період з 16 по 25 грудня сюди з Рабаулу здійснили рейси загалом 10 есмінців та мінний загороджувач «Цугару»).
25 грудня 1942-го «Танікадзе» та ще 3 есмінці вийшли з Рабаула для допомоги есмінцю «Удзукі» та транспорту «Нанкай-Мару», що прямували до Мунди, проте зіткнулись та зазнали суттєвих пошкоджень. У цій операції «Танікадзе» та ще один есмінець забезпечували охорону «Уракадзе» та «Аріаке», які 26 грудня привели  на буксирі пошкоджені кораблі до Рабаула. Того ж 26 числа «Танікадзе» разом зі ще 5 есмінцями вийшов з Рабаула для доставки загону на схід архіпелагу Нью-Джорджія. Здійснивши 27 грудня висадку на якірній стоянці Вікхем (острів Вагуну), загін 28 грудня прибув до Рабаула.
З 5 до 10 січня 1943-го «Танікадзе» разом зі ще чотирма есмінцями залучили до проведення конвою постачання з Рабаула на Нову Гвінею до Лае (у глибині затоки Хуон), при цьому під час операції були втрачені 2 з 5 транспортів.
13 січня 1943-го «Танікадзе» повернувся на Шортленд та 14 січня здійснив транспортний рейс до Гуадалканалу. При цьому унаслідок атаки літаків есмінець отримав певні пошкодження та з 16 по 26 січня перебував у Рабаулі для ремонта, після чого повернувся на Шортленд.
На цей момент японське командування вже ухвалило рішення про евакуацію військ з Гуадалканалу і в межах підготовки до неї вирішило зайняти невеличкі острови Рассел, що лежать за п'ять десятків кілометрів на північний захід від основного острова. 28 січня «Танікадзе» разом з двома іншими есмінцями під прикриттям ще трьох кораблів цього класу доставив військовослужбовців на острови Рассел, а 1 та 4 лютого здійснив рейси для вивозу гарнізону Гуадалканалу (загалом до цієї операції залучили 20 есмінців). 7 лютого «Танікадзе» прикривав евакуацію загону з островів Рассел, після чого 8 лютого пройшов до Рабаула, а 11—14 лютого перейшов на Трук (евакуація Гуадалканалу завершилась 9 лютого).
З 29 березня по 3 квітня 1943-го «Танікадзе» перейшов з Труку на Палау, після чого з 6 по 20 квітня супроводив до Нової Гвінеї та назад конвой «Ханза № 2B». 24—26 квітня «Танікадзе» пройшов з Палау назад на Трук.
З 28 квітня по 1 травня 1943-го «Танікадзе» ескортував флотське судно постачання «Ірако», яке прямувало до Японії. При цьому есмінець дійшов лише до Іодзіми, після чого певний час займався протичовновим патрулюванням між цим островом та Сайпаном (Маріанські острови). 13—18 травня «Танікадзе» провів конвой з Сайпану до Йокосуки, після чого пройшов тут короткочасний ремонт.
16—21 червня 1943-го «Танікадзе» разом зі ще 8 есмінцями ескортували з Йокосуки на Трук значний загін, який включав 1 легкий та 2 ескортні авіаносці, 2 лінкори та 1 важкий крейсер. 22—25 червня 1943-го «Танікадзе» та ще один есмінець супроводили легкі крейсери «Нака» та «Ісудзу», що доставляли підкріплення до острова Науру, а 26—28 червня «Танікадзе» самостійно ескортував ці крейсери назад на Трук.
30 червня 1943-го американці висадились на островах Нью-Джорджія у центральній частині Соломонових островів, що започаткувало тримісячну битву. Як наслідок, того ж дня з Труку на південь рушив важкий крейсер «Тьокай», який прямував у супроводі «Танікадзе» та ще одного есмінця і 2 липня прибув до Рабаула. Невдовзі після цього «Танікадзе» пройшов на Шортленд, звідки 5 липня у складі загону з 10 есмінців вийшов у рейс до Коломбангари (центральна частина архіпелагу Нью-Джорджія). Це призвело до битви в затоці Кула, під час якої «Танікадзе» та «Судзукадзе» дали торпедний залп, який призвів до загибелі американського легкого крейсера «Гелена» (3 влучання торпедами). Під час бою «Танікадзе» зазнав легких пошкоджень внаслідок влучання снаряда, який не здетонував. 9 липня 1943-го есмінець здійснив рейс до Коломбангари у складі групи прикриття, потім перейшов до Рабаула та 13—15 липня прямував на Трук.
19 липня 1943-го «Танікадзе» разом зі ще трьома есмінцями розпочали ескортування авіаносця «Дзюнйо», легкого авіаносця «Рюхо» та ескортних авіаносців «Чуйо» та «Унйо» до Японії. У підсумку «Дзюнйо» з «Танікадзе» відокремились та 24 липня прибули до Куре, тоді як інші кораблі загону рушили в Йокосуку. З 15 серпня по 11 вересня «Танікадзе» супроводив «Дзюнйо» до Сінгапуру (куди авіаносець доставив літаки) та назад у Куре.
19—24 вересня 1943-го «Дзюнйо» та «Танікадзе» пройшли з Японії на Трук як третій ешелон конвою «Тей № 1 Го» (в межах операції «Тей Го» японське командування організувало доставку значних військових контингентів для підсилення ряду гарнізонів Океанії). З 26 по 28 вересня «Танікадзе» разом з легкими крейсерами «Кісо» і «Тама» здійснили рейс для перевезення військовослужбовців на острів Понапе (східні Каролінські острови) та назад.
На початку жовтня 1943-го американське авіаносне з'єднання здійснило рейд проти розташованого на північному сході Мікронезії острова Вейк. За тиждень японці на основі радіоперехоплення вирішили, що готується нова атака на Вейк, і 17 жовтня вислали з Труку до Еніветоку (крайній північний захід Маршаллових островів) головні сили, у складі охорони яких був і «Танікадзе». Кілька діб з'єднання безрезультатно очікувало ворога, після чого 26 жовтня повернулось на Трук.
31 жовтня — 6 листопада 1943-го «Танікадзе» та ще 3 есмінці пройшли до Куре, супроводжуючи загін великих надводних кораблів (1 авіаносець, 1 ескортний авіаносець, 2 лінкори та 1 важкий крейсер). У Японії «Танікадзе» пройшов ремонт, під час якого демонтували одну з гармат головного калібру та встановили замість неї дві строєні установки 25-мм зенітних автоматів.
20 листопада 1943-го американці розпочали операцію заволодіння островами Гілберта. Хоча японці в підсумку так і не наважились протидіяти цій операції надводними кораблями, проте вони вислали ряд кораблів з Трука до Маршаллових островів. Своєю чергою на Трук 1 грудня прибув авіаносець «Сьокаку», який 26 листопада вийшов з Йокосуки під охороною «Танікадзе». А вже 12 грудня «Танікадзе» та ще 2 есмінці розпочали ескортування «Сьокаку» та лінкору «Ямато» до Японії. Останній прямував у метрополію в межах операції «Бо Го» (підсилення гарнізонів у архіпелазі Бісмарка), а тому 20 грудня «Танікадзе» та ще один есмінець повели «Ямато» з прийнятим на борт військами назад на Трук. 25 грудня, вже на підході до пункту призначення, лінкор отримав влучання торпедою з підводного човна. Хоча «Ямато» успішно досягнув в той же день Трука, проте отримані пошкодження змусили відправити його на ремонт до Японії. З 29 грудня 1943 по 1 січня 1944 «Танікадзе» виконував ще одне завдання операції «Бо Го» — разом з іншим есмінцем супроводжував 2 важкі крейсери з Трука до Кавієнга (друга за значенням японська база у архіпелазі Бісмарка на північному завершенні острова Нова Ірландія) та назад.
2 січня 1944-го «Танікадзе» вийшов з Труку для допомоги у порятунку транспорту «Кійосумі-Мару». Останній ще в листопаді був пошкоджений авіацією та після двох місяців ремонту у Кавієнзі зміг вирушити на Трук, проте тепер його підстеріг та торпедував підводний човен. Легкий крейсер «Нака» узяв «Кійосумі-Мару» на буксир та за сприяння «Танікадзе» та інших бойових кораблів дотягнув його 8 січня до бази.
З 10 січня 1944-го «Танікадзе» більш як два тижні супроводжував танкерні конвої між Труком і Палау, зокрема з 22 січня він разом з есмінцем «Сімакадзе» супроводжував на завершальній ділянці маршруту конвой з Балікпапану, який прибув на Трук 26 січня. На цей момент японське командування вже розуміло, що подальше перебування великих сил флоту на Труці наражає їх на невиправдану небезпеку і розпочало вивід. 1—4 лютого «Танікадзе» разом зі ще 4 есмінцями пройшов у охороні 2 лінкорів та 3 важких крейсерів на Палау. 8 лютого «Танікадзе» повернувся на Трук і 10—13 лютого разом з 3 іншими есмінцям супроводив на Палау новий загін, який включав 4 важкі крейсери (а вже 17 лютого база на Труці була розгромлена під час рейду американського авіаносного з'єднання).
16—21 лютого 1944-го «Танікадзе» пройшов у район Сінгапуру до якірної стоянки Лінгга, куди японське командування вирішило перемістити з Японії головні сили флоту (через дії підводних човнів на комунікаціях підвезення пального до метрополії дуже ускладнилося, тому вирішили базувати кораблі поближче до районів нафтовидобутку).
З 11 березня по 19 травня 1944-го «Танікадзе» разом зі ще одним есмінцем ескортував конвої та пройшов за маршрутом Лінгга — Палау — Давао — Таракан і Балікпапан (центри нафтової промисловості на східному узбережжі острова Борнео) — Сайпан (Маріанські острови) — Балікпапан — Давао — Таві-Таві. До останнього з названих пунктів, що лежить на однойменному острові у філіппінському архіпелазі Сулу поблизу центрів нафтової промисловості Борнео, за кілька діб до прибуття «Танікадзе» перейшли з Лінгга головні сили флоту, які готувались до відбиття неминучої атаки на основний оборонний периметр імперії (Маріанські острови — Палау — західне завершення Нової Гвінеї).
9 червня 1944-го, коли «Танікадзе» патрулював в районі Таві-Таві, він був атакований та потоплений підводним човном «Хардер» (це став уже третій есмінець за чотири дні, знищений «Хардером» поблизу Таві-Таві). Загинуло 114 членів екіпажу «Танікадзе», ще 126 підібрав есмінець «Уракадзе» (11 з них потім померли від поранень).